# Cicer stapfianum
Cicer stapfianum är en ärtväxtart som beskrevs av Karl Heinz Rechinger. Cicer stapfianum ingår i släktet kikärter, och familjen ärtväxter. Inga underarter finns listade i Catalogue of Life.